# Ethniu

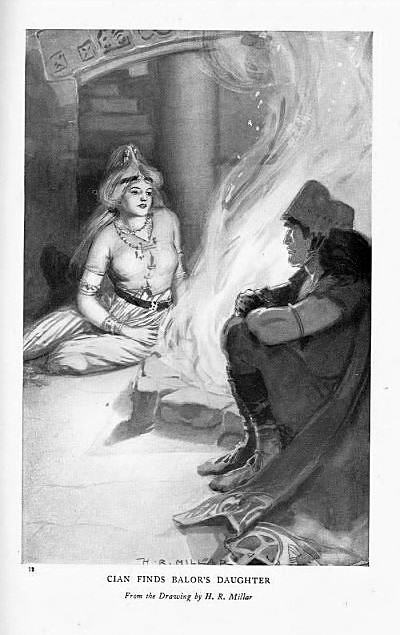
"Cian troba la filla de Balor", dibuix d'HR Millar, c.1905.

Ethniu, o Eithne o també Ethliu, Ethlinn, (i una gran varietat d'altres lletrejos - vegi a baix), és la filla del Líder Fomorià Balor, i la mare de Lug.

## Història
La seva unió amb Cian dels Tuatha Dé Danann, es presenta en textos primerencs com una unió dinàstica simple, però el folklore posterior preserva un conte més evolucionat, similar al naixement de Perseu en la mitologia grega. Una llegenda registrada per John O'Donovan el 1835 diu com Balor, en un intent per evitar una profecia druida que afirmava que el seu propi net el mataria, empresona a Ethniu en una torre a l'illa de Toraigh lluny de tot contacte amb els homes. Però un home anomenat Mac Cinnfhaelaidh, la vaca màgica del qual Balor havia robat, accedeix a la torre d'Ethniu, amb l'ajuda màgica de la “leanan sídhe” Biróg i la sedueix. Ethniu dona a llum trigèmins, però Balor els posa en una sabana i mana un missatger a ofegar-los en un remolí.
El missatger ofega dos dels nadons, però li cau involuntàriament un al port, d'on Biróg el rescata. Porta el nen de tornada al seu pare, que el dona al seu germà, Goibniu el forjador, perquè en tingui cura. El noi creix fins que és capaç de matar Balor.
Comparant amb textos com Cath Maige Tuired i el Lebor Gabála Érenn, el noi nomenat és evidentment Lug, i el seu pare, Mac Cinnfhaelaidh, és un substitut de Cian.

## Altres tradicions
En algunes tradicions és la filla de Delbáeth, la mare de Dagda i d'Ogma, i l'esposa de Nuada. En una variant del naixement d'Aengus, és l'esposa d'Elcmar i és seduïda per Dagda: com a tal pot ser un doble de Boann, que exerceix aquest paper en la versió més coneguda de la història.
Encara que en la majoria dels textos sigui una figura femenina, n'hi ha algun en què Ethniu és un nom masculí. En el text antic Ball in Scail ("The Phantom's Ecstatic Vision") de Lugh es diu que és el fill d'Ethliu, que és fill de Tigernmas, o el fill d'Ethniu, que és fill de Smretha, que és fill de Tigernmas. James Bonwick identifica Tigernmas, el rei que va introduir juntament amb Balor l'adoració a Crom Cruach. RA Stewart Macalister també suggereix que Cethlenn sigui originalment una variant d'Ethlenn que ve de la identificació freqüent de Lugh com a Lugh Mac Ethlenn (així de “Mac Ethlenn” → “Mac Cethlenn”).

## Variants del nom
Ethniu és un bon exemple de la dificultat per conduir la investigació a la mitologia irlandesa. La més antiga versió del seu nom és probablement Ethliu o Ethniu, donant lloc al nom irlandès modern Eithne. Però degut als canvis en la llengua irlandesa, a la manca del lletreig estandarditzat durant molts segles, i a les temptatives de tornar al nom anglès, s'han presentat variacions. La ignorància lingüística ha portat les coses més lluny: el genitiu, com a “mac Ethlenn” (el fill d'Ethliu), s'ha pres sovint com un nominatiu, o un nominatiu equivocat ha estat inferit. Aquestes variacions inclouen: Ethlinn, Ethnea, Eithliu, Ethlend, Ethnen, Ethlenn, Ethnenn, Ethne, Aithne, Enya, Aine, Ena, Etney, Eithnenn, Eithlenn, Eithna, Ethni, Edlend, Edlenn.